# Universum Film AG

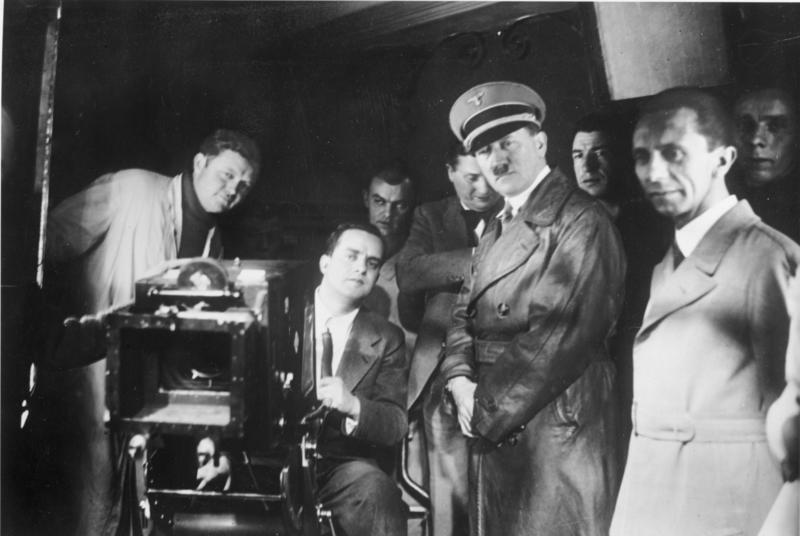
Bezoek van Hitler en Goebbels aan het UFA in 1935.

Universum Film AG, beter bekend als Ufa of UFA, was de belangrijkste filmstudio in Duitsland, de thuisbasis van de Duitse filmindustrie tijdens de Weimarrepubliek en tot het einde van de Tweede Wereldoorlog een van de grootste concerns in de filmindustrie van de wereld.
De UFA is opgericht in november 1917 in Berlijn, waarbij alle Duitse vestigingen van de Deens-Nordisk Film Company voor tien miljoen Reichsmarken werden overgenomen. Inbegrepen in de deal was de grootste Duitse cinema-keten, Unie-Theater AG met 56 bioscopen en de Oliver-Film, Nordisk's Duitse productiestudio. In hetzelfde jaar opende de UFA het UFA-Palast am Zoo Theater in Berlijn. De UFA werd in 1921 geprivatiseerd. Het werd een groot filmproductiebedrijf dat ongeveer 600 films per jaar produceerde en een miljoen klanten per dag trok. Beroemde regisseurs bij de UFA waren Fritz Lang en Friedrich Wilhelm Murnau, die baanbrekende films produceerden als Dr. Mabuse (1922), Metropolis (1927) en Marlene Dietrichs eerste sprekende film, Der blaue Engel (1930).
De UFA had ook een aantal Nederlandse acteurs in de gelederen. Truus van Aalten, Roland Varno, Lien Deyers en vooral Johan Heesters waren de bekendste. Al in de jaren twintig en dertig waren de films van UFA erg populair in Nederland. Tijdens de bezetting werden er vrijwel uitsluitend UFA-films vertoond. 
Joseph Goebbels' ministerie van propaganda kreeg vanaf 1933 de zeggenschap over de inhoud van de UFA-films door middel van politieke druk en dreiging. Door de instelling van de Reichsfilmkammer en later de Neurenberger rassenwetten werd het voor Joden verboden om nog in de filmindustrie te werken. Vanwege de politieke druk verlieten grote talenten als Fritz Lang, Billy Wilder en Conrad Veidt, evenals vele  anderen de UFA en zij zouden ook daarna Duitsland verlaten om te gaan werken in andere landen met een filmindustrie, waaronder Hollywood. In de periode tussen 1933 en 1945 zou de UFA nog honderden films maken met regisseurs en acteurs die het naziregime welgevallig waren. De grote sterren waren in die tijd Hans Albers, Heinz Rühmann, Ilse Werner, Marika Rökk en de Nederlander Johan Heesters.
In 1941 werd het in Wassenaar op landgoed Oosterbeek gelegen Filmstad van de op dat moment in New York verblijvende Loet Barnstijn door de bezetter geconfisqueerd. De UFA nam hier op 1 april 1942 haar intrek en de naam werd gewijzigd in UFA Filmstadt Den Haag. De studio's en bijbehorende gebouwen waren gebruiksklaar. Er werd tussen 1942 en 1944 een twintigtal Nederlandstalige nazi-propagandafilms vervaardigd, zoals Rembrandt van regisseur Hans Steinhoff.
Omdat de UFA-studios in 1945 in de Sovjetzone van Duitsland waren gelegen, hetgeen later de Duitse Democratische Republiek zou worden, werd daar de DEFA (Deutsche Film AG) opgericht, die met de productie van naoorlogse films in de geconfisqueerde studio's zou beginnen. Na de hereniging van de Bondsrepubliek met de DDR in 1990 werden de UFA-studio's in Babelsberg een nieuw onderkomen voor een aantal onafhankelijke filmondernemingen en werd er een museum over de geschiedenis van de Duitse film gesticht. In 1991 was de UFA een producent van televisieprogramma's en maakt nu deel uit van het Bertelsmann-concern.

## Bronverwijzingen
1. ↑  Adrian Stahlecker, 'Nederlandse acteurs in de Weimarrepubliek en nazi-Duitsland', Soesterberg, 2008